# Grodzisko (powiat pleszewski)
Grodzisko – wieś w Polsce, położona w województwie wielkopolskim, w powiecie pleszewskim, w gminie Pleszew.
W latach 1975–1998 miejscowość należała administracyjnie do województwa kaliskiego.
W Grodzisku ma swoją siedzibę rzymskokatolicka Parafia św. Mikołaja, do której należą administracyjnie: Grodzisko nad Prosną, Pacanowice, Pardelak, Rokutów, Zawidowice, Zawady.